# Kallimuddanahalli, Arkalgud
Kallimuddanahalli là một làng thuộc tehsil Arkalgud, huyện Hassan, bang Karnataka, Ấn Độ.